# Richelieu (1939)
Richelieu — французький швидкий лінкор, головний корабель однойменного типу.

## Конструкція
Побудований як відповідь італійським лінкорам типу «Літторіо» загальна конструкція типу «Рішельє» засновувалася на схемі безпосередніх попередників, французьких лінкорах типу «Дюнкерк». Вони зберегли таку найбільш примітну рису, як групування головної батареї лише спереду у двох чотиригарматних баштах. Водночас відбулося значне збільшення розмірів нових лінкорів, аби розмістити значно потужніші 380 мм гармати (у порівннянні з 330 мм у попередників), та потужніше бронювання для захисту від снарядів аналогічного калібру. з підвищеною бронею для захисту від гармат того ж калібру.

## Історія служби
«Рішельє» був закладений в 1935 році і спущений на воду в 1939 році, безпосередньо перед початком Другої світової війни в Європі. Оскільки війна з Німеччиною ставала дедалі ймовірнішою, роботи над кораблем прискорили, щоб підготувати його до введення в експлуатацію у квітні 1940 року.
Завершено всього за кілька днів до того, як німці виграли битву за Францію в червні, «Рішельє» відплив до Дакара у Французькій Західній Африці, аби уникнути захоплення противником. Там корабель зазнав неодноразових британських атак, які мали на меті або змусити лінкор приєднатися до військово-морських сил Вільної Франції, або потопити його. Зокрема вони відбулися під час операції «Катапульта» в липні 1940 року та битви за Дакар у вересні. Пошкоджений під час обох атак, корабель повільно ремонтували, перш ніж його зрештою таки було передано під контроль Вільної Франції після вторгнення союзників у Північну Африку в листопаді 1942 року.
Після відправки до Сполучених Штатів для ремонту та масштабної модернізації, на початку 1944 року корабель служив у британському Домашньому флоті, а потім був направлений до британського Східного флоту для операцій проти японців в Індійському океані. Там він взяв участь у кількох операціях з обстрілів берегових об'єктів, і в травні 1945 року лінкор був присутнім під час битви в Малаккській протоці, хоча і надто далеко, щоб вступити в бій з японськими кораблями до того, як їх потопили.
«Рішельє» був у складі сил, які звільнили Сінгапур після капітуляції Японії у вересні, і пізніше лінкор діяв у Французькому Індокитаї в рамках початкових спроб відновити французьке колоніальне панування. Відкликаний до Франції в грудні 1945 року, він був відремонтований і дещо модернізований в 1946 році. Корабель відносно обмежено залучався до тренувань у перші післявоєнні роки, і в 1952 році його було виведено з активної служби для використання як навчального артилерійського корабля. У 1956 році він був відправлений в резерв і згодом використовувався як стаціонарний навчальний корабель та плавуча казарма до 1967 року, коли ВМС Франції вирішили відмовитися від нього. У 1968 році колишній лінкор продали на металобрухт і з 1968 по 1969 роки утилізували в Італії.